# Dámaso Cárdenas
Dámaso Cárdenas del Río (Jiquilpan, 1898 - Mexico-Stad, 4 februari 1976) was een Mexicaans politicus en militair. Hij was de broer van Lázaro Cárdenas, president van Mexico van 1934 tot 1940.
Cárdenas nam deel aan de Mexicaanse Revolutie en klom op tot divisiegeneraal. Hij was van 1929 tot 1930 bij afwezigheid van zijn broer, die op dat moment gouverneur was, een aantal maanden interim-gouverneur van zijn geboortestaat Michoacán. Onder het presidentschap van zijn broer had hij zitting in de Kamer van Senatoren en van 1950 tot 1956 was hij opnieuw gouverneur van Michoacán.